# Scute (bateau)
Pour les articles homonymes, voir Scute.

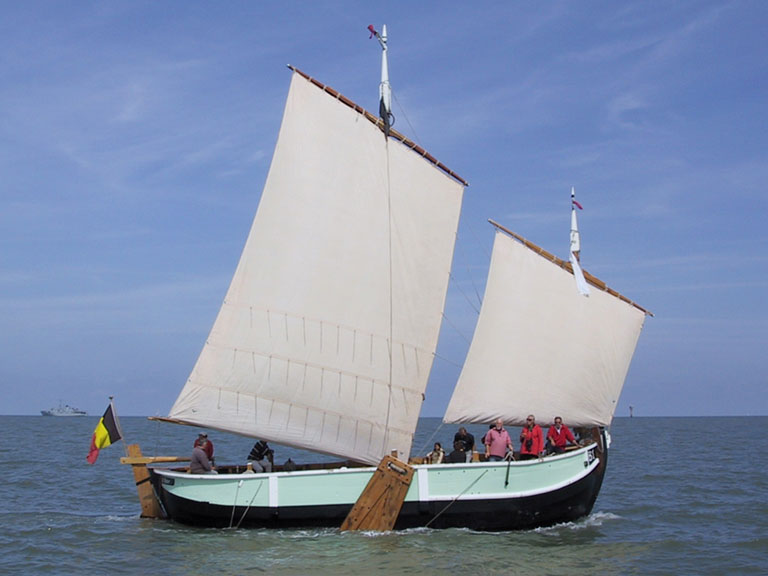
Le scute côtier de Blankenberge (reconstitution).

Le terme d'origine flamande « scute », aussi appelé barge hollandaise, recouvre une famille architecturale de bateaux multitâches, bateaux de pêche ou de transport — très différenciés suivant qu'ils soient côtiers ou fluviaux — présente dans toute l'Europe continentale, nordique et atlantique, du Moyen Âge jusqu'à il y a peu.  
Son origine est incertaine mais on trouve en Flandre belge mention du mot « scuta » dans une charte signée en 1163 par Philippe d'Alsace et la ville de Nieuport, tandis que les Vikings, dont on sait qu'ils descendirent aussi jusqu'à la Loire, appelaient déjà ainsi leur plus petit modèle de drakkar. Sur le littoral flamand, on relève également deux mots d'origine ancienne et germanique : scêot et skjôtr qui signifient « rapide » et la contraction de « rapide et penché ». Pour les scutes cotiers locaux, il est donc possible que cela désigne un petit navire à voiles rapide . 

## Description
Le scute serait plus un terme générique, avec au départ une base ayant probablement servi de matrice à l'évolution vers divers bateaux traditionnels selon leur usage local respectif, mais ayant conservé des traits communs caractéristiques. Ainsi, les scutes sont tous des voiliers rustiques à voiles carrées, en bois à clins, à fond plat (sole) rectangulaire, sans quille (pour faciliter l'échouage sur la grève ou une plage). 
Malgré la variété de leurs déclinaisons, deux types se distinguent nettement :

### Scutes côtiers
Les scutes (ou schlitte/schuyt) côtiers (ou estuariens), spécifiques à l'Europe du nord sont un type particulier de galiote, ou une sorte de chasse-marée flamand,, comportant généralement deux mâts, le petit mât de pointe étant l'évolution d'un bout du dehors au cours du XVIe siècle. Leur coque est arrondie et leur étrave et l'étambot sont recourbées en vue latérale. Ils portent souvent une, ou deux, dérives latérales pour compenser l'absence de quille. Les bateaux étaient robustes pour pouvoir accoster directement sur la plage par haute marée. Ce sont des bateaux de pêche ou de transport. Au XVe siècle, à Blankenberge (Belgique flamande), on en trouve sous le nom de « haringbuize » spécialisés dans la pêche aux harengs. En Flandres, vers 1600, apparaissent les premiers scutes tels qu'on les connaîtra ensuite, mis à part l'évolution de leurs mâts déjà signalée. On en trouve actuellement dans leur forme d'origine notamment en Flandre belge, par exemple à La Panne (sous le nom de « grenadier ») et neérlandaise. Leurs lignes et type de construction s'apparentent alors aux « kogge de Zélande » et au « dogger ». Ils font environ 11 mètres de longueur, 5 m de large, un grand creux de 3 m et un très faible tirant d'eau. L'équipage d'un scute est généralement composé de 5 hommes : le capitaine, trois pêcheurs et le garçon de cabine. Au XIXe siècle on en trouve une forme particulière à hunier en mer Caspienne, beaucoup plus longs, de 25 à 45 mètres.

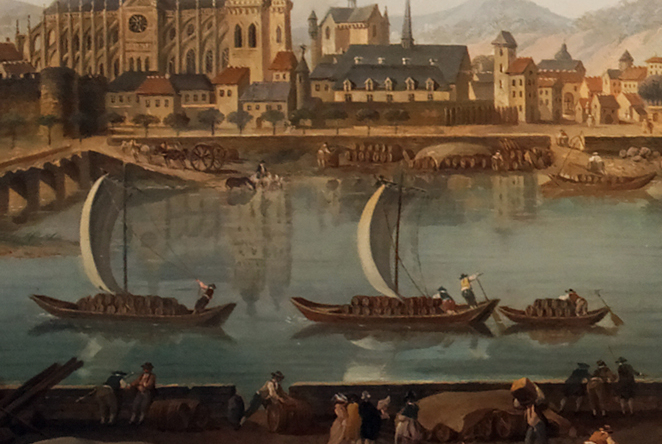
Scutes fluviaux transportant du vin sur la Loire à Tours vers 1787.

### Scutes fluviaux
Les scutes fluviaux, proches d'une petite gabare de Loire, comportent un mât. Leurs flancs sont plans, plus ou moins évasés et l'étrave et l'étambot sont généralement relevés de façon symétrique et rectiligne, contrairement à la gabare qui possède, en outre, un treuil arrière (guinda). Ils se gouvernent avec une piautre (appelée une roëpe à Saint-Omer). En France on trouve des scutes de différentes versions, de différentes tailles, sous différents noms : « miole » sur la Garonne, « besogne » en Normandie, « foncet » en Basse-Seine (pouvait avoir une charge équivalente à celle des grands navires de mer), « bacop » (ou bacôve, du flamand cogghe = bateau de marchandise) sur l'Aa en Flandre française, ou « escute » dans le marais audomarois où ces barques sont toujours fabriquées. Ce sont des embarcations de travail servant pour les grands travaux d’aménagement des fleuves ou au transport qui naviguèrent notamment sur les fleuves et rivières de la côte atlantique et de la Manche (Garonne, la Loire, la Seine, la Meuse, en passant par les marais de la Flandre française), mais aussi sur tous les fleuves de l’Europe du Nord et même jusqu’à la Volga où le scute s’y est maintenu inchangé et pratiquement identique au Scute de Loire.

## Reconstitutions
Sur la foi de quelques vestiges et d'indications retrouvées, plusieurs répliques ont été réalisées, illustrant ainsi les deux types de scute.

### Sint Pieter
En Flandre belge, le scute (ou chaloupe) de Blankenberge, baptisé « Sint Pieter », lancé en 1999, est la reconstitution d'un scute côtier traditionnel, à l'initiative de l'association belge (asbl) « De Scute » implantée à Blankenberge. Il s'agit d'un bateau de pêche anciennement répandu dans la région. Localement, il y avait peu d'indices pour entreprendre sa construction car il n'existe pas de plans du fait que, vraisemblablement, les charpentiers de l'époque utilisaient des gabarits. Néanmoins, le chantier qui a duré 7 ans, a pu s'appuyer sur un plan de la chaloupe de Blankenberge dessiné par les ingénieurs de Napoléon, retrouvé dans les archives de l'Arsenal de Cherbourg. Le bateau mesure 12,5 m de long sur 4,80 m de large, avec deux mâts de 13 m et 7 m supportant 80 m2 de voilure au total. Sa coque est en chêne. Son tirant d'eau est de 0,40/0,50 m. Le scute de Blankenberge s'est par exemple montré à la célébration du centenaire du trois-mâts Duchesse Anne à Dunkerque en 2001.

### Dame Périnelle

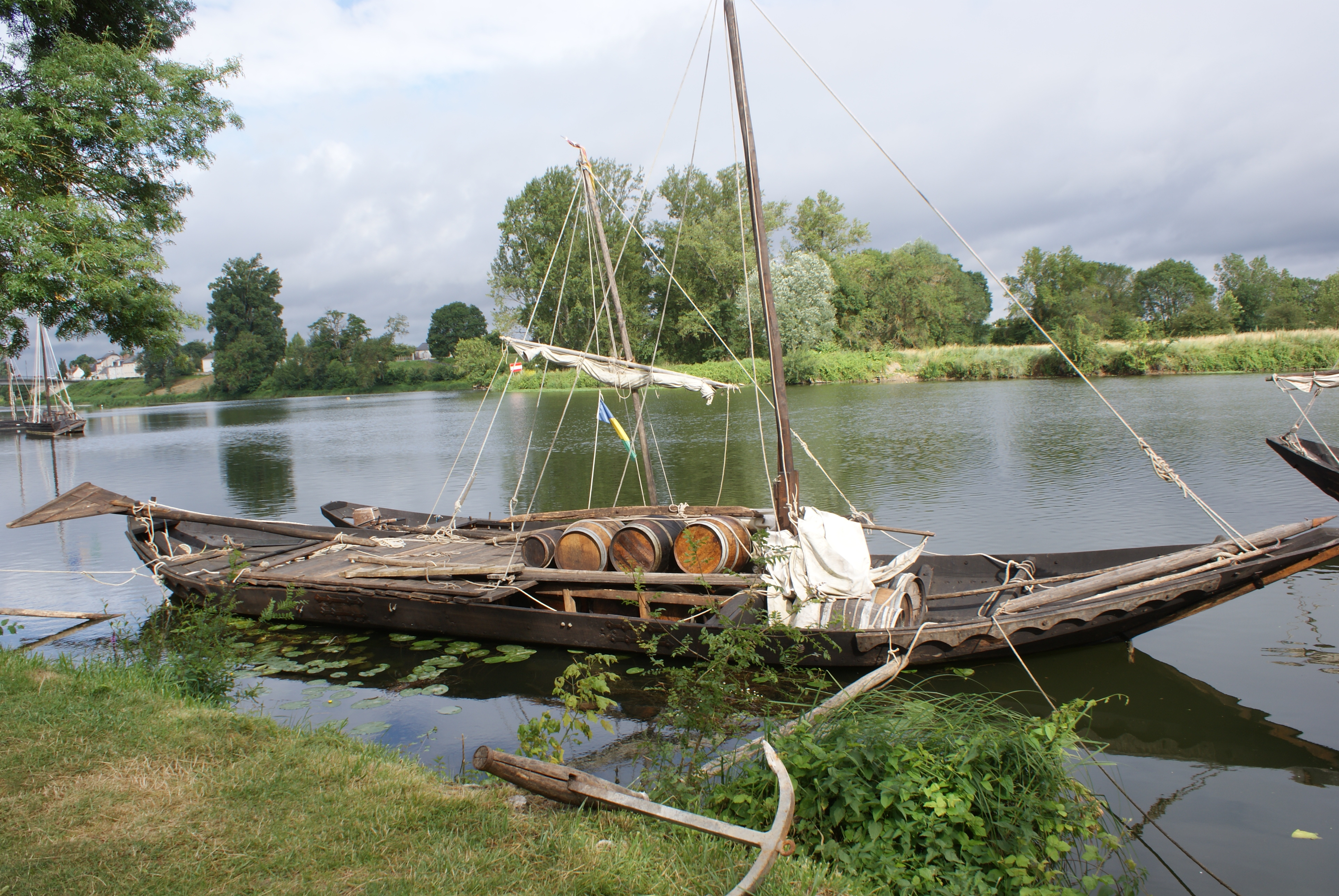
Le scute Dame Périnelle de Savonnières (37) en juillet 2012 (reconstitution).

En France, une reconstitution à l'ancienne a été entreprise à Savonnières (près de Tours) d'un scute fluvial médiéval ligérien tel qu'il naviguait sur le Cher et la Loire à l'époque. Ce chantier qui a nécessité un travail de recherche archéologique approfondi mené notamment par François Beaudouin s'est finalement fondé sur un faisceau d'indications diverses et l'analyse de vestiges, réduits à l'état de traces, réunis par l'écomusée de Montjean (Maine-et-Loire). Pour ce chantier, il s'agissait de retrouver les matériaux, les gestes et les techniques d'autrefois. Ainsi, par exemple : ni clous, ni vis, ni boulons; le calfatage s'est fait à la mousse végétale. Les chevilles sont en aulne. La coque est en chêne (principalement en provenance des arbres du château de Langeais), le mât et les deux perches sont en pin et le gréement est à livarde. Le bateau mesure 18,80 m de long hors tout sur 3,60 m de large, avec un tirant d'eau de 0,50 m. Après 3 ans de construction sous l'égide de l'association « Les bateliers du Cher », la mise à l'eau du scute s'est faite le 13 juin 2009, lors de la fête annuelle de la Batellerie où il a été baptisé sous le nom de Dame Périnelle . Il a désormais une finalité touristique et pédagogique, dans le respect du patrimoine ligérien et pour la transmission du savoir-faire. Il participe aux manifestations fluviales régionales comme le Festival de Loire à Orléans. Le scute est classé bateau d'intérêt patrimonial (BIP) à dater du 1er janvier 2012 par la Fondation du patrimoine maritime et fluvial,.